# 董純
董 純（とう じゅん、生年不詳 - 614年）は、中国の隋の軍人。字は徳厚。本貫は隴西郡成紀県。

## 経歴
董昇の子として生まれた。北周に仕えて司御上士・典馭下大夫となり、固始県男に封ぜられた。武帝に従って北斉を討ち、功績により儀同の位を受け、爵位は大興県侯に進んだ。
581年、隋が建国されると、漢曲県公に進み、驃騎将軍に累進した。後に軍功により、上開府の位を受けた。開皇末年、左衛将軍に抜擢され、まもなく順政県公に改封された。604年、漢王楊諒が并州で乱を起こすと、董純は行軍総管・河北道安撫副使となり、楊素の下で乱の平定にあたった。功績より柱国となり、爵位は郡公に進んだ。左備身将軍に転じた。数年後、左驍衛将軍・彭城留守となった。
斉王楊暕が罪を得ると、董純も連座して譴責を受けたが、文帝の言葉を引いて弁明したので、煬帝も董純を罰しなかった。数日後、汶山郡太守として出された。
1年あまりして、突厥が隋の北辺を侵したので、董純は宿将としての力量を買われて、楡林郡太守に転じた。出兵して突厥の進攻をしりぞけた。614年、彭城の張大彪・宗世模らが数万の人々を集めて懸薄山に拠り、徐州や兗州を攻撃すると、董純は命を受けてこれを討ち、昌慮で合戦して撃破した。魏騏驎が1万人あまりを集めて、単父に拠ると、董純はまたこれを破った。煬帝が第三次高句麗遠征の軍を発すると、董純は彭城留守をつとめた。東海の彭孝才が数千人を集めて、懐仁県を攻撃し、転進して沂水に入り、五不及山に拠った。董純は精兵をもってこれを攻撃し、彭孝才を捕らえて車裂に処すと、余党は逃げ散った。
隋に対する叛乱が拡大をつづけるおり、ある人が董純は怯懦で叛乱を平定できないと讒言した。煬帝は怒って使者を派遣し、董純を鎖につないで東都洛陽に連行させた。董純は死罪に落とされ、処刑された。

## 伝記資料
- 『隋書』巻六十五 列伝第三十
- 『北史』巻七十八 列伝第六十六